# Sporttechnologie
Die Sporttechnologie ist ein zusammenhängendes Arbeitsfeld sowohl der Sport- als auch der Ingenieurwissenschaften.

## Anwendung
Anwendung findet die Sporttechnologie überall im Sport, sei es bei der Entwicklung und Herstellung von funktioneller Sportbekleidung, von Sportgeräten, von Diagnoseinstrumenten zur Überprüfung der sportmotorischen Leistungsfähigkeit oder von Software zur Analyse sportlicher Tätigkeiten.

## Teilgebiete der Sporttechnologie
- Sportgeräte-, Sportbekleidungstechnik
- Sportstätten, -anlagen
- Sportinformatik
- Leistungsdiagnostik
- Sport-Messtechnik
- Sportbiomechanik

## Entwicklung
Die Entwicklung von immer besseren Materialien und Technologien im Sport ist ein internationales Interessengebiet. Aus diesem Grunde haben sich ab den 1990er Jahren erste Vereinigungen gegründet, um der Bedeutung der Sporttechnologie im Freizeit-, Gesundheits- und Leistungssport mehr Aufmerksamkeit zu widmen.
So entstanden die Japan Sports Engineering Association (JSEA) und die International Sports Engineering Association (ISEA), die seit 1998 als offizielles Organ die Zeitschrift Sports Engineering herausbringt. In Deutschland versuchte die im Jahr 2000 gegründete Deutsche Interdisziplinäre Vereinigung für Sporttechnologie (DIVERS) die Interessen aus verschiedenen Bereichen zu bündeln, ist inzwischen aber nicht mehr operativ tätig. Auch im Dachverband der Sportwissenschaften, der Deutschen Vereinigung für Sportwissenschaft (dvs) findet man mit den Sektionen Biomechanik und Sportinformatik Teilgebiete der Sporttechnologie. Auf der Jahrestagung der Sektion Sportinformatik beschlossen die Mitglieder am 7. September 2018 in München einstimmig, die Bezeichnung in Sportinformatik und Sporttechnologie zu ändern. Einerseits um dem wichtigen Bereich einen höheren Stellenwert innerhalb der Deutschen Vereinigung für Sportwissenschaft zukommen zu lassen und andererseits, um die enge Beziehung der beiden Bereiche Sporttechnologie und Sportinformatik zu betonen.

## Sporttechnologie-Studium
Neben der Gründung sporttechnologischer Vereinigungen nahmen sich auch die deutschen Universitäten der fortschreitenden Technologisierung im Sport an und entwickelten dafür spezielle Studiengänge.
„Sportwissenschaft mit Schwerpunkt Informatik“ der Technischen Universität Darmstadt war 1993/1994 der erste Studiengang der Sport und Informatik verband. Es folgte der Diplomstudiengang „Sport und Technik“ an der Otto-von-Guericke-Universität Magdeburg zum Wintersemester 1997/1998 und 1998 der Magisterstudiengang der Technischen Universität Chemnitz bei dem im ersten Hauptfach Sportwissenschaften und im Zweiten das Fach Sportgerätetechnik gewählt werden konnte.
Seit der Einführung der Bachelor- und Masterstudiengänge in Deutschland wurden auch die Sporttechnologie Lehrangebote angepasst und ausgebaut. So bieten die Universität Bielefeld, die Technische Universität München, die Deutsche Sporthochschule in Köln (DSHS) und seit dem Wintersemester 2017/2018 auch die Universität Bayreuth ihren Studierenden spezielle Sporttechnologie-Masterstudiengänge an. Ferner bietet die Technische Universität Clausthal einen Bachelor-Studiengang „Sportingenieurwesen“ an.